# Municipio de Scotland (Illinois)
El municipio de Scotland (en inglés: Scotland Township) es un municipio ubicado en el condado de McDonough en el estado estadounidense de Illinois. En el año 2010 tenía una población de 448 habitantes y una densidad poblacional de 4,85 personas por km².

## Geografía
El municipio de Scotland se encuentra ubicado en las coordenadas 40°24′14″N 90°36′52″O / 40.40389, -90.61444. Según la Oficina del Censo de los Estados Unidos, el municipio tiene una superficie total de 92.41 km², de la cual 92,27 km² corresponden a tierra firme y (0,15 %) 0,14 km² es agua.

## Demografía
Según el censo de 2010, había 448 personas residiendo en el municipio de Scotland. La densidad de población era de 4,85 hab./km². De los 448 habitantes, el municipio de Scotland estaba compuesto por el 97,32 % blancos, el 2,01 % eran asiáticos y el 0,67 % eran de una mezcla de razas. Del total de la población el 0,89 % eran hispanos o latinos de cualquier raza.